# Basilio García
Basilio Antonio García y Velasco (Ventosa o Logroño, La Rioja; 1791-Hyères, Var; 26 de mayo de 1844) —conocido como «don Basilio el de Logroño» por los periodistas de la época— fue un militar español.

## Biografía
Era hijo de Mateo García, maestro de Santa Coloma, y de María Fernández. En 1807 asentó escritura de maestro con la villa de Huércanos y en esta villa se casó con Juana Nieto Prado el 15 de febrero de 1808.
En 1809 marchó a luchar en la Guerra de la Independencia Española, junto al escribano y alcalde de Huércanos, Pedro V. Zabala. A su vuelta consiguió la cátedra de estudios primarios de Alesón, donde fue provisor síndico del Ayuntamiento. En 1815, con certificaciones falsas realizadas por Zabala, consiguió el título de Notario de Reinos, ejerciendo en la villa de Alesón. Durante el Trienio Liberal se mantuvo enfrentado a los liberales y más tarde, con el absolutismo de Fernando VII, fue comisario de guerra y recaudador de bulas en toda la diócesis de Calahorra y La Calzada. En 1833 se unió a la causa carlista, proclamando como rey a don Carlos en Logroño.
De 1834 a 1836 realizó cortas expediciones partiendo del territorio vasco-navarro dominado por los carlistas, cruzando el Ebro, asolando poblaciones situadas en los valles de la cordillera Ibérica en Soria, La Rioja y Burgos. En una de estas expediciones perdió a su hijo y a su lugarteniente y capellán apodado «Caloyo», que cayó preso y fue fusilado en Logroño. Durante la Expedición Real formó parte del cuartel real del infante don Sebastián Gabriel, recibiendo el grado de general por su actuación durante la batalla de Villar de los Navarros. 
Fracasada la Expedición Real, el mando carlista del ejército del norte, careciendo de subsistencias para alimentar a su ejército, decidió desprenderse de parte de los batallones castellanos, enviándolos a ponerse a las órdenes de Cabrera en el Maestrazgo. A Basilio García le fue dado el mando de esta expedición, que cruzó el Ebro el 29 de diciembre de 1837 por el vado de San Martín de Berberana, y por el valle de Ocón alcanzó rápidamente la cumbre de la cordillera Ibérica. Según su diario, el 1 de enero de 1838 estaba en Almazán, el día 3 en Calatayud y el día 10 en Peralejos de las Truchas, no lejos ya de encontrarse con Cabrera. Pero el 12 fue alcanzado en Sotoca por el general Ulibarri, que venía persiguiéndole desde La Rioja. El descalabro le obligó a variar de rumbo hacia el Oeste, alcanzando el día 23 Tomelloso. El 26 se le unió Tallada con sus fuerzas que actuaban habitualmente en La Mancha, tomando ambos Úbeda el 4 de febrero, pero aquí se separó Tallada, el cual al día siguiente fue batido por las tropas isabelinas de Sanz en Baeza. Basilio García entró el día 16 en Puebla Fadrique, volvió a Úbeda el 20 y tres días después pernoctó en Navas de Tolosa. El día 25 entró en Calzada de Calatrava, incendiando una de sus iglesias en las que se habían refugiado miembros de la milicia nacional con sus familias, tanto de este lugar como de otros cercanos. Según Juan Martínez Villergas, las víctimas que perecieron en el incendio pudieron ser entre 150 y 200 personas. Basilio García continuó su desesperada marcha sin rumbo, estando el 3 de marzo en Puertollano y el día 8 en Almadén, siendo sorprendido durante la noche del día 13 en ¨Valdepeñas por las tropas del general Flinter, quedando deshecha la tropa carlista. Basilio García consiguió volver con unos pocos hombres al país vasco-navarro dominado por los carlistas, formando pronto parte del partido apostólico, llamado despectivamente "ojalatero".
En 1839 obtuvo un cargo en el Consejo Supremo de la Guerra pero, opuesto a Maroto, fue obligado por este a exiliarse a Francia. Aprovechando el malestar existente en las tropas carlistas de Navarra en agosto de 1839, volvió a esta zona para unirse al bando que conspiraba contra Maroto. Tras el Convenio de Vergara, huyendo a Francia fue retenido al intentar pasar el puente de Sumbilla por soldados del 6.º batallón de Navarra que se había rebelado contra el convenio, los mismos que días después asesinaron al general Vicente González Moreno. Aprovechando la confusión creada durante la discusión y corto enfrentamiento entre sus acompañantes y los soldados navarros, Basilio García logró cruzar el río y volver a Francia, pero su otro famoso lugarteniente, conocido como «El Huevas», fue lanzado por los navarros desde el puente al río Bidasoa. Basilio García murió en la mayor pobreza el 26 de mayo de 1844 en Hyères, Francia.